# Dekanat Augustów – Matki Bożej Królowej Polski
Dekanat Augustów – Matki Bożej Królowej Polski – jeden z 22 dekanatów w rzymskokatolickiej diecezji ełckiej.

## Parafie
W skład dekanatu wchodzi 6 parafii:
- parafia MB Częstochowskiej – Augustów
- parafia Świętej Rodziny – Augustów
- parafia Podwyższenia Krzyża Świętego – Bargłów Kościelny
- parafia MB Anielskiej – Monkinie
- parafia MB Szkaplerznej – Studzieniczna (Augustów)
- parafia św. Józefa Oblubieńca – Szczepki

## Sąsiednie dekanaty
Augustów – św. Bartłomieja Apostoła, Dąbrowa Białostocka (archidiec. białostocka), Lipsk, Sejny, Suwałki – Ducha Świętego